# Isocladiella surcularis
Isocladiella surcularis är en bladmossart som beskrevs av Benito C. Tan och Mohamed 1990. Isocladiella surcularis ingår i släktet Isocladiella och familjen Plagiotheciaceae. Inga underarter finns listade i Catalogue of Life.